# Наньлин (уезд)
Наньли́н (кит. упр. 南陵, пиньинь Nánlíng) — уезд городского округа Уху провинции Аньхой (КНР).

## История
Уезд был создан в 525 году во времена империи Лян. После монгольского завоевания и образования империи Юань уезд оказался в составе региона Нинго (宁国路), который после свержения власти монголов и образования империи Мин был преобразован в Нингоскую управу (宁国府).
После того, как во время гражданской войны эти места в 1949 году перешли под контроль коммунистов, уезд вошёл в состав образованного тогда же Специального района Удан (芜当专区). В 1950 году Специальный район Удан был расформирован, и уезд перешёл в состав Специального района Сюаньчэн (宣城专区). В 1952 году Специальный район Сюаньчэн был также расформирован, и уезд перешёл в состав Специального района Уху (芜湖专区). В 1971 году Специальный район Уху был переименован в Округ Уху (芜湖地区).
В 1980 году органы власти округа переехали из уезда Уху в уезд Сюаньчэн, после чего Округ Уху был переименован в Округ Сюаньчэн (宣城地区).
В 1983 году уезд был передан из округа Сюаньчэн в городской округ Уху.

## Административное деление
Уезд делится на 8 посёлков.